# خمره (داستان)
داستان خمره از آثار هوشنگ مرادی کرمانی است که تا کنون برنده جوایز زیادی شده‌است. این کتاب تاکنون بیش از یک‌صد هزار نسخه به چاپ رسیده و به زبان‌های آلمانی، اسپانیایی، هلندی، فرانسوی، انگلیسی، آلبانیایی و ترکی استانبولی ترجمه شده‌است. کارولین کراسکری مترجم و ایران‌شناس آمریکایی خمره را به زبان انگلیسی ترجمه کرده‌است. این اثر نامزد جایزهٔ مؤسسهٔ توسعه ادبیات خاورمیانه آمریکا ۲۰۱۶ شده‌است.

## موضوع داستان
داستان این کتاب در یک روستا می‌گذرد. خمره ای که بچه‌های مدرسهٔ روستا در آن آب می‌نوشیدند شکسته‌است و دیگر قابل استفاده نیست. مدیر مدرسه، دانش‌آموزان و برخی از اهالی تلاش می‌کنند تا به نحوی این مشکل را حل کنند. این داستان شرح ماجراهایی است که در این مسیر رخ می‌دهد.
در بخشی از این کتاب می‌خوانیم: «خمره شیر نداشت، لیوانی حلبی را سوراخ کرده بودند و نخ بلند و محکمی بسته بودند به آن. بچه‌ها لیوان را پایین می‌فرستادند، پرآب که می‌شد، بالا می‌کشیدند و می‌خوردند؛ مثل چاه و سطل. بچه‌هایی که قدشان بلندتر بود، برای بچه‌های کوچولو و قدکوتاه لیوان را آب می‌کردند. زنگ‌های تفریح دور خمره غوغایی بود. بچه‌ها از سر و کول هم بالا می‌رفتند. جیغ و ویغ و داد و قال می‌کردند و می‌خندیدند و لیوان را از دست هم می‌قاپیدند…»

## اقتباس سینمایی
فیلم خمره به‌کارگردانیِ ابراهیم فروزش و بازیگریِ بهزاد خداویسی و فاطمه ارزه، بر اساس داستان خمره ساخته شده‌است. این فیلم در سالِ ۱۹۹۴، برندهٔ جایزهٔ یوزپلنگ طلایی از جشنواره فیلم لوکارنو شد.

## اقتباس تلویزیونی
مجموعه انیمیشن خمره به کارگردانی علی احمدی و به نویسندگی حمیدرضا حافظی برداشت آزادی است از داستان خمره. این مجموعه در سال 2011 به بخش مسابقه پنجاه و یکمین دوره جشنواره بین اللملی انسی فرانسه راه یافت و در چهارمین دوره جشنواره فیلم جیپور هندوستان به عنوان بهترین فیلم انیمیشن برگزیده شد.

## جوایز
- لوح زرین جایزه هیئت داوران بزرگسال و مرغک طلایی جایزه داوران خردسال جشنواره کتاب کودک و نوجوان
- جایزه کتاب سال هیئت داوران مجله سروش نوجوانان
- دیپلم افتخار شورای کتاب کودک
- کتاب سال ۱۹۹۴ وزارت فرهنگ و هنر اتریش
- معرفی ویژه کتاب برگزیده ۱۹۹۴ آلمان
- دیپلم افتخار CPN هلند
- دیپلم افتخار جایزه خوزه مارتی-کاستاریکا
- جایزه کبرای آبی کشور سوییس[۱]